# Rejon leski
Rejon leski (ukr. Ліськівський район) – dawna jednostka podziału administracyjnego Ukraińskiej Socjalistycznej Republiki Radzieckiej w Związku Socjalistycznych Republik Radzieckich w latach 1940–1941 i 1944–1945. Należał do obwodu drohobyckiego. Siedziba władz rejonu znajdowała się w Lesku.
Rejon leski został utworzony 17 stycznia 1940 na podstawie dekretu Prezydium Rady Najwyższej USRR o podziale na rejony zachodnich obwodów USRR, kiedy to w obwodzie drohobyckim utworzono 30 rejonów, między innymi leski. Rejon objął obszary na wschód od Sanu:
- miasto Lesko (główną prawobrzeżną część);
- główną, prawobrzeżną część gminy Lesko (bez Postołowa i Huzeli);
- główną, prawobrzeżną część gminy Olszanica (bez Bereźnicy Niżnej, głównej lewobrzeżnej części Zwierzynia oraz mniejszej lewobrzeżnej części Myczkowiec);
- całą gminę Ropienka;
- większą, prawobrzeżną część gminy Mrzygłód (bez Mrzygłodu, Dębnej, Hłomczy i Łodziny);
- mniejszą, prawobrzeżną część gminy Sanok (Bykowce, Olchowce, Wujskie, Załuż oraz fragment miasta Sanoka – Biała Góra).

Obszary te należały przed wojną do powiatów leskiego i sanockiego w województwie lwowskim.
Rejon leski przestał istnieć wraz z wybuchem wojny niemiecko-radzieckiej 22 czerwca 1941. Jego tereny weszły w skład Landkreis Sanok dystryktu krakowskiego Generalnego Gubernatorstwa.
Rejon został odtworzony 31 lipca 1944, po zajęciu tych terenów przez Armię Czerwoną.
W marcu 1945, w wyniku wytyczenia granicy między ZSRR a Polską, prawie cały rejon leski wszedł w skład Polski, gdzie został włączony do reaktywowanego powiatu leskiego oraz częściowo do powiatu sanockiego; oba weszły w skład utworzonego 18 sierpnia 1945 woj. rzeszowskiego.
W ZSRR pozostała jedynie Solina (jej dawna prawobrzeżna lokalizacja), w której utworzono sielsowiet Solina (Солинянська сільська рада), oraz Wola Maćkowa, którą zintegrowano jako chutor z radą wiejską Łodyna (Лодинянська сільська рада) w rejonie ustrzyckim.
15 maja 1948 w ZSRR zniesiono radę wiejską Solina, a Wolę Maćkową odłączono od rady wiejskiej Łodyna i przekazano te miejscowości Polsce w ramach korekty granic z ZSRR. Solina utworzyła gromadę w gminie Wołkowyja w powiecie leskim, a Wolę Maćkową zintegrowano z gromadą Leszczowate w gminie Ropienka w powiecie leskim.